# Amedée Rossi
Amedée Rossi (* 7. Januar 1896 in Chatou; † 17. Dezember 1963 ebenda) war ein französischer Autorennfahrer italienischer Abstammung.

## Karriere als Rennfahrer
Amedée Rossi bestritt in den 1920er-Jahren ausgewählte Sportwagenrennen. Erfolgreich war er beim 24-Stunden-Rennen von Spa-Francorchamps, wo er 1924 gemeinsam mit Émile Burie auf einem Georges Irat Gesamtvierter wurde. 1927 beendete er dieses 24-Stunden-Rennen als Fünfter und 1926 als Elfter.
Seine einzige Teilnahme beim 24-Stunden-Rennen von Le Mans endete 1926 durch einen Ausfall.

## Statistik

### Le-Mans-Ergebnisse
| Jahr | Team                     | Fahrzeug                   | Teamkollege | Platzierung | Ausfallgrund |
| ---- | ------------------------ | -------------------------- | ----------- | ----------- | ------------ |
| 1926 | Automobiles Georges Irat | Georges-Irat Type 4A Sport | Léon Derny  | Ausfall     | Motorschaden |

### 24-St-Spa-Ergebnisse
| Jahr | Team                        | Fahrzeug                   | Teamkollege | Platzierung | Ausfallgrund |
| ---- | --------------------------- | -------------------------- | ----------- | ----------- | ------------ |
| 1924 | Automobiles Georges Irat    | Georges Irat               | Émile Burie | Rang 4      |              |
| 1926 | Automobiles Georges Irat SA | Georges-Irat Type 4A Sport | Léon Derny  | Rang 11     |              |
| 1927 | Automobiles Georges Irat SA | Georges-Irat Type 4A Sport | Émile Burie | Rang 5      |              |
| 1928 | Automobiles Georges Irat    | Georges-Irat Type 4A Sport | Monier      | Ausfall     | Unfall       |